# Alice av Bourbon-Parma
Alice av Bourbon-Parma, även kallad Alicia och Alix, född 1849, död 1935, var en italiensk kunglighet, gift med storhertig Ferdinand IV av Toscana som dessutom var österrikisk ärkehertig.

## Biografi
Alice var dotter till hertig Karl III av Parma och Louise av Berry samt syster till den siste regerande hertigen Robert I.
Alice följde sin familj i exil till Kejsardömet Österrike då Hertigdömet Parma anslöts till Italien 1859. Hon gifte sig 1868 i Österrike med Ferdinand iV, som avsatts som storhertig av Toscana 1859 och sedan dess levde i Österrike i egenskap av österrikisk ärkehertig. Paret bodde främst i Salzburg.